# Zilah
Zilah (e. ['zilax] vagy ['zilaj], románul Zalău [népnyelven és a XX. század közepéig hivatalosan: Zălau], németül Zillenmarkt, korábban Waltenberg) megyei jogú város Romániában Szilágy megyében. A város Szilágy megye mai székhelye, 1972 óta municípium.

## Fekvése
Kolozsvártól 86 km-re északnyugatra a Zilah-patak két partján fekszik. A 20. században Vártelek (Ortelec) falut csatolták hozzá, ma Felsőnyárló (Stâna) is hozzá tartozik.

## Nevének eredete
A Zilah név eredetére többféle magyarázat is van. Az egyik szerint török eredetű, fegyvert jelent. Voltaképp azt az övet jelenti, a melybe fegyverét dugja az ember: Silah és silaj (ejtsd: szilah, szilaj). Lehetséges, hogy avar telep lehetett, bár az avar nép nyelvéről nem állapítható meg biztosan, hogy török volt-e. Felmerül a szláv eredet lehetősége is, Dr. Asbóth Oszkár is ezt a változatot támogatja. "Dr. Pethő Sándor a Szilágy 1900. évi 15. számában följegyez néhány szót Zilah nevéről. A herczegovinai Focsa községtől délnyugotra, talán már a montenegrói határban, félkör alakú hegy van, melyet Zilajnak neveznek. Zilaj, szerinte, délszláv nyelven jelent övet. Ázsia keleti szélén szintén van Zilah nevű helység."
Anonymus krónikájában Zyolc és Ziloc néven szerepel, 1220-ban a Váradi regestrumban villa Ziloc. 1246-ban curtis pontificalis Zijlac, 1281-ben és 1318-ban Zylah, 1344-ben Zylach, 1473-ban oppidum Zylah, 1750-ben Zilach, 1601-ben Zila, népies alakja Zilaj, és később honosodik meg a ma is használt Zilah név.

## Története
A város területe már a rómaiak által is ismert volt, erre utal a határában található őrtorony és római út maradványa.
A települést 1150-ben Zyloc néven említik először. Valószínűleg ugyanazon időben érkezhettek ide is a német (szász) vendégtelepesek, mint Besztercére, vagyis 1170 körül. Hogy királynéi hatáskörben volt a telepítés, arra visszakövetkeztethetünk abból, hogy később III. Béla magyar király első felesége, Anna királyné a zilahi vám éves jövedelmének ötödrészét adományozta meszesi Szent Margit-kolostornak (s mindezen információ szintén királynéi oklevélből maradt ránk 1281-ből). Vagyis a királynék rendelkeztek felette. A németek ajkán a magyar "szilok" "szilah"-há lágyult. A városnak 13. századi többször átépített református temploma van, mely mai formáját az 1907-es felújítással nyerte el.
1876-ig Közép-Szolnok vármegye központja, 1876-tól Közép-Szolnok vármegye és Kraszna vármegye egyesítése által létrejött Szilágy vármegye és Zilahi járásának székhelye a trianoni békeszerződésig.
1919 februárjában a Székely Hadosztály egységei visszafoglalták, de nem sokáig maradt magyar kézen. 1940-ben a magyar bevonuláskor a román ellenállásnak román adatok szerint 21 román halálos áldozata volt.

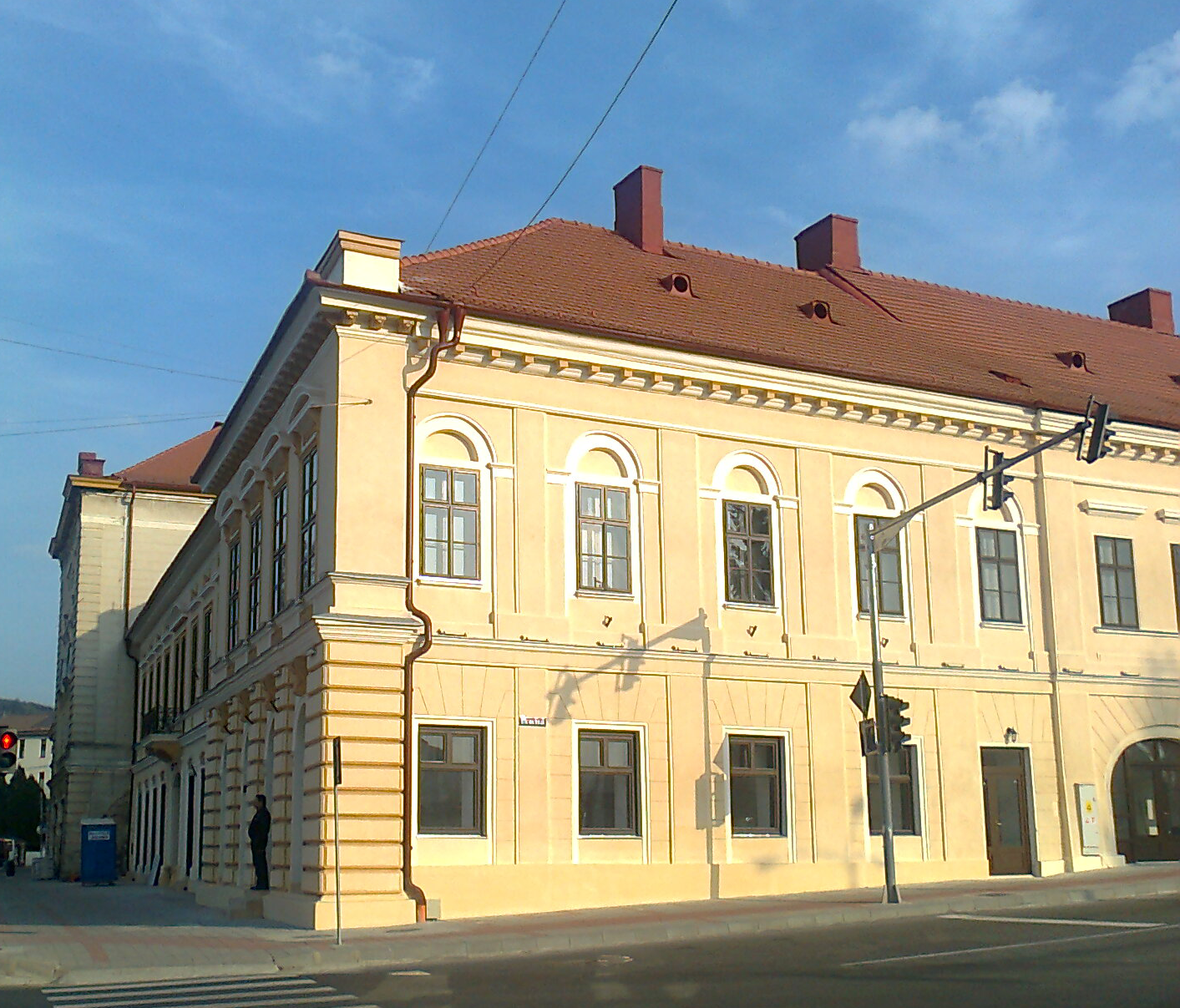
Az 1895 és 1899 között épült és 2014-ben felújított Vigadó (ma Transilvania központ)

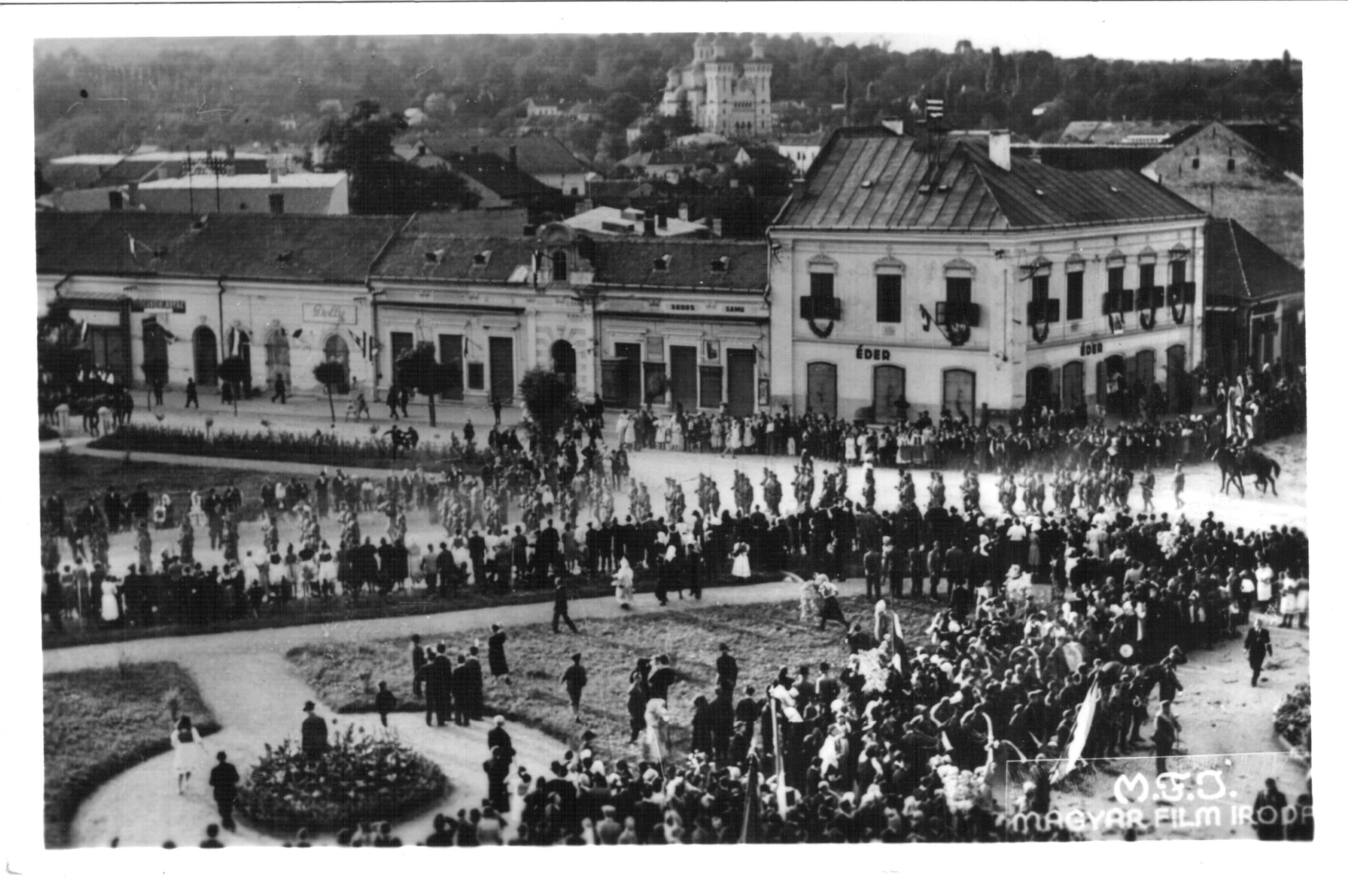
A magyar csapatok ünnepélyes fogadása 1940. szeptember 8-án

## Népessége
Népességi adatok nemzetiségi eloszlásban a hozzátartozó és beolvadt településekkel együtt:

## Látnivalók
- Református temploma 13. századi eredetű.
- Báró Wesselényi Miklós, az árvízi hajós emlékműve – Fadrusz János alkotása – a főtér végében áll, földosztás közben ábrázolja a nagy reformkori politikust.
- Bíró Lajos mátészalkai szobrászművész interaktív Ady-szobra a Wesselényi-szobor közelében[8][9]
- A várostól 1,5 km-re 450 m magasan római út és 2. századi őrtorony maradványai láthatók.
- A városi múzeumban kiállítás látható az itt talált római emlékekből.
- Zilahi Elméleti Líceum Wesselényi-kollégium – "Colegiul Național Silvania" – Ady Endre egykori iskolája.
- Szilágy Megyei Történelmi és Szépművészeti Múzeum

## Ismert emberek
- Itt született 1807-ben Beretzky György jogász, alispán.
- Itt, a Wesselényi-kollégiumban volt diák 1892–1896 között Ady Endre költő.
- Márton Gyula (1916 Nagymon – 1976 Kolozsvár) a kolozsvári Babeș–Bolyai Tudományegyetem neves nyelvész professzora és tanszékvezetője itt végezte középfokú tanulmányait és itt érettségizett 1936-ban.
- Itt született 1892-ben Győri Illés István író, költő, újságíró, szerkesztő.
- Itt született Lábass Juci színésznő (született: Zilah, 1896. július 22.– meghalt: Budapest, 1932. augusztus 24.)
- Itt született 1903-ban Daróczi Lajos író, újságíró.
- Itt született 1903-ban és itt hunyt el 1946-ban Mindszenti Nagy Ottó református lelkész, egyházi író és magyar nyelvtörténész.
- Itt született 1910-ben Koós Kovács István író, költő, újságíró, szerkesztő.
- Itt született 1912-ben Diószegi Lajos kántortanító, általános iskolai magyar–történelem szakos tanár, művelődésiház-igazgató.
- Itt született 1921-ben Kövendi Sándor kémiai szakíró, gyógyszerkutató.
- Itt született 1924-ben Seres Zsófia magyar irodalomtörténész, szerkesztő.
- Itt született 1927-ben Győri Magda tankönyvszerkesztő és pedagógiai szakíró.
- Itt született, élt és alkotott Wagner Ernő (1935-1996) levéltáros, történész.
- Itt született 1943-ban Márton Ferenc építészmérnök, újságíró, költő.
- Itt született 1944-ben Wéber Cecília pszichológus, lélektani és szociológiai szakíró.
- Itt született 1952-ben Simonfi József költő.
- Itt született 1955-ben Virág Magdolna magyar néprajzkutató, néprajzi szakíró.
- Itt született 1973-ban Urházy Gábor László magyar színész.
- Itt működött 1862–1897 között Szikszai Lajos országgyűlési képviselő, alispán, királyi tanácsos, Zilah és Szilágy vármegye politikai, gazdasági és kulturális életének jeles személyisége.
- Itt működött 1888-1919 között, mint árvaszéki tisztviselő Balázs Árpád zeneszerző (sz.: 1874. november 16. Kolozsvár, – elhunyt: 1941. március 23. Budapest), dalköltő, a magyar nóta koronázatlan királya, legszebb dalai, nótái a városhoz kötik. Legismertebb a sok zilahi dala közül a „Gyere velem akáclombos falumba” című itt született 1902-ben.
- Itt hunyt el 1895-ben Keményffy József magyar és amerikai szabadságharcos katona.

## Testvérvárosok
- Gyula, Magyarország
- Haegebostadt, Norvégia
- Imola, Olaszország
- Kvinesdal, Norvégia
- Nagybánya, Románia
- Szentendre, Magyarország

## Képgaléria

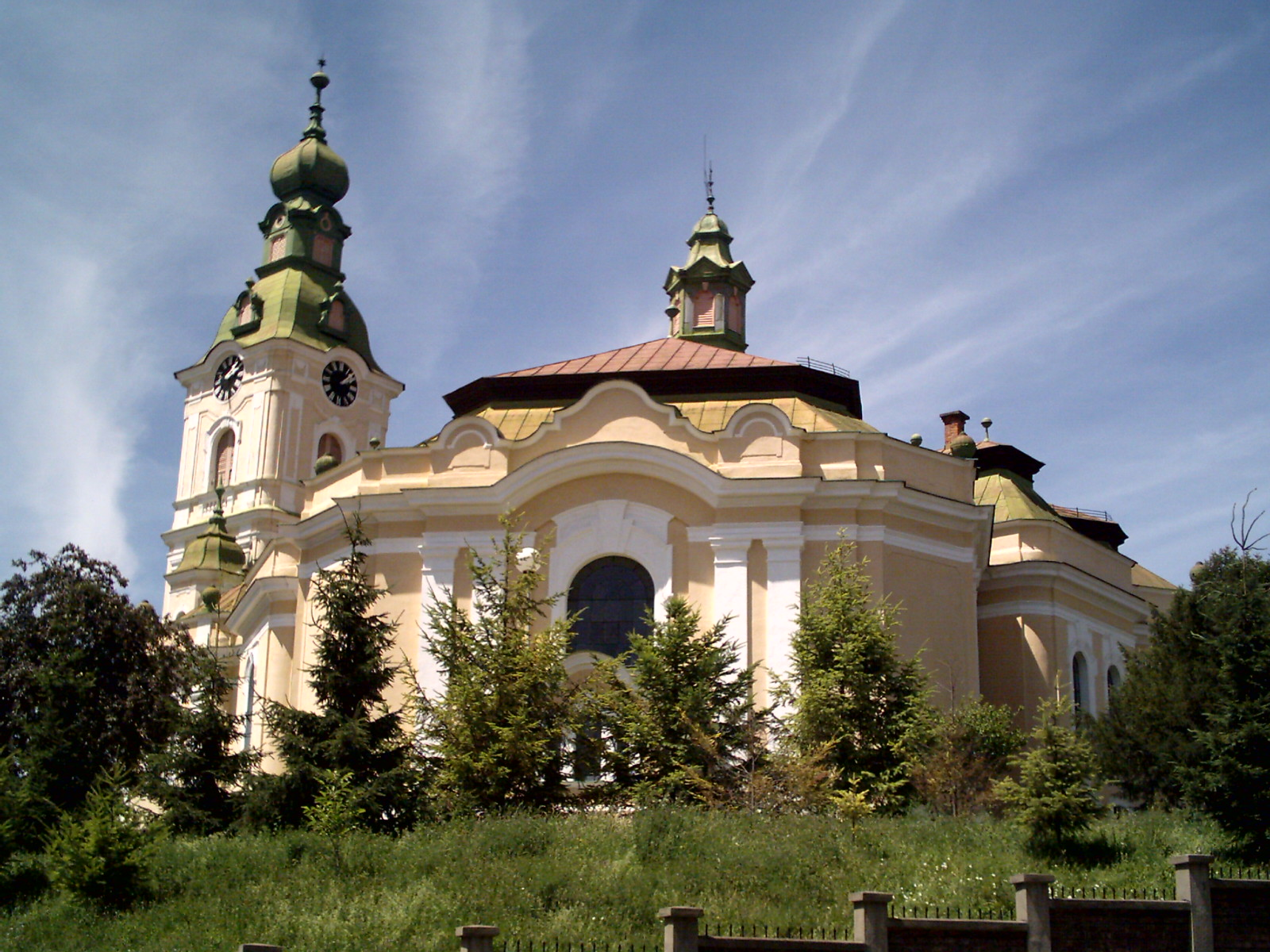
A református templom
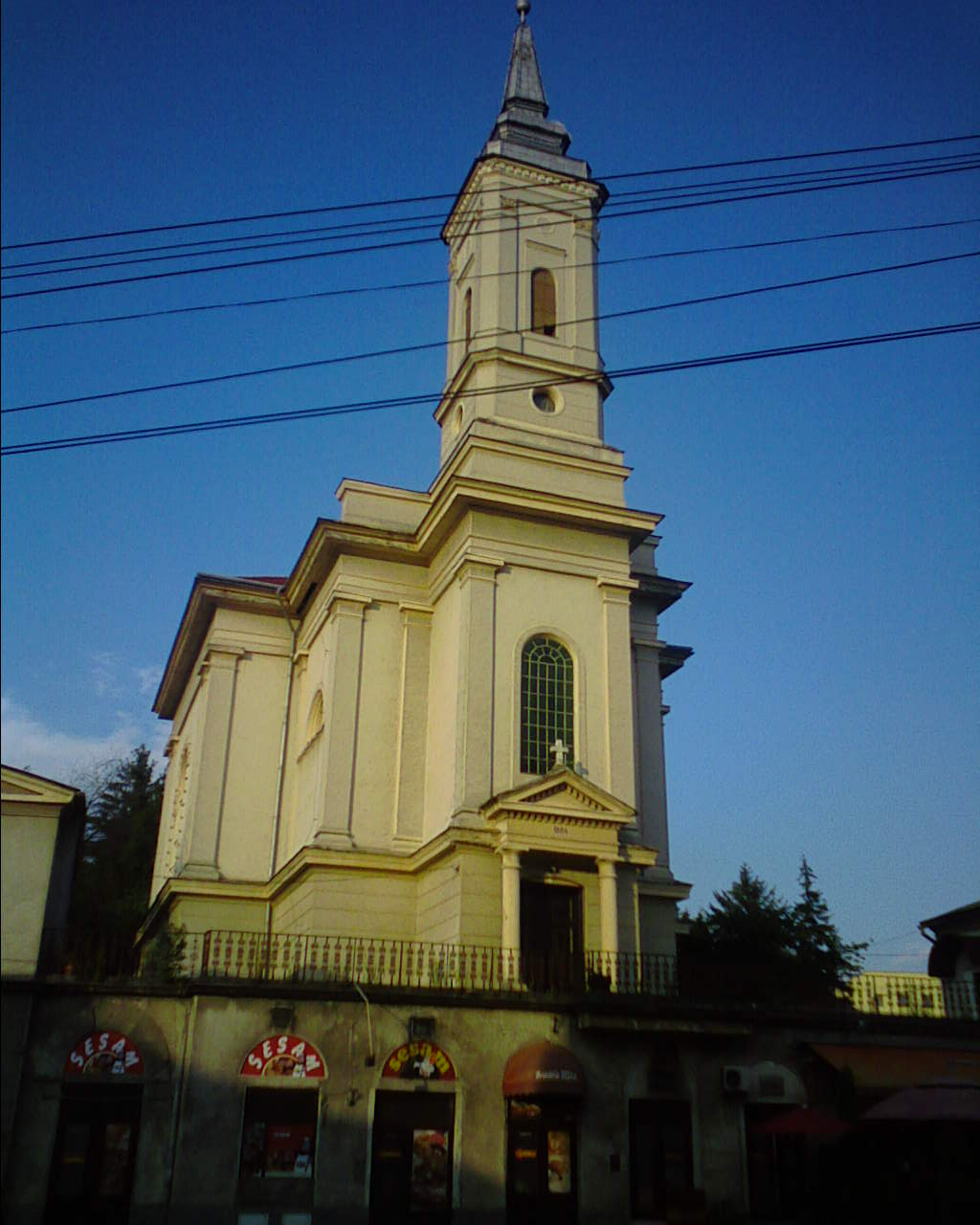
A római katolikus templom
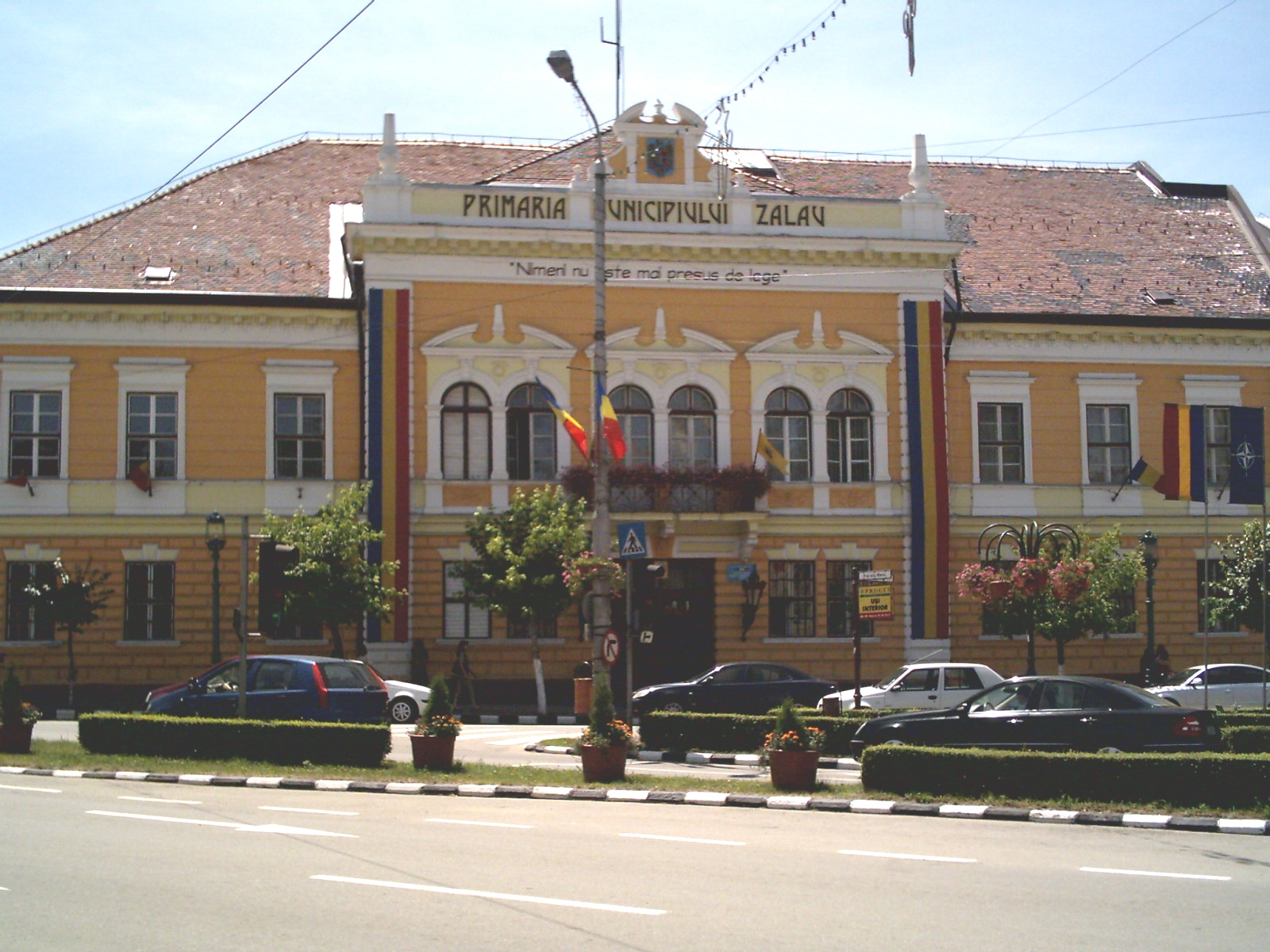
A városháza
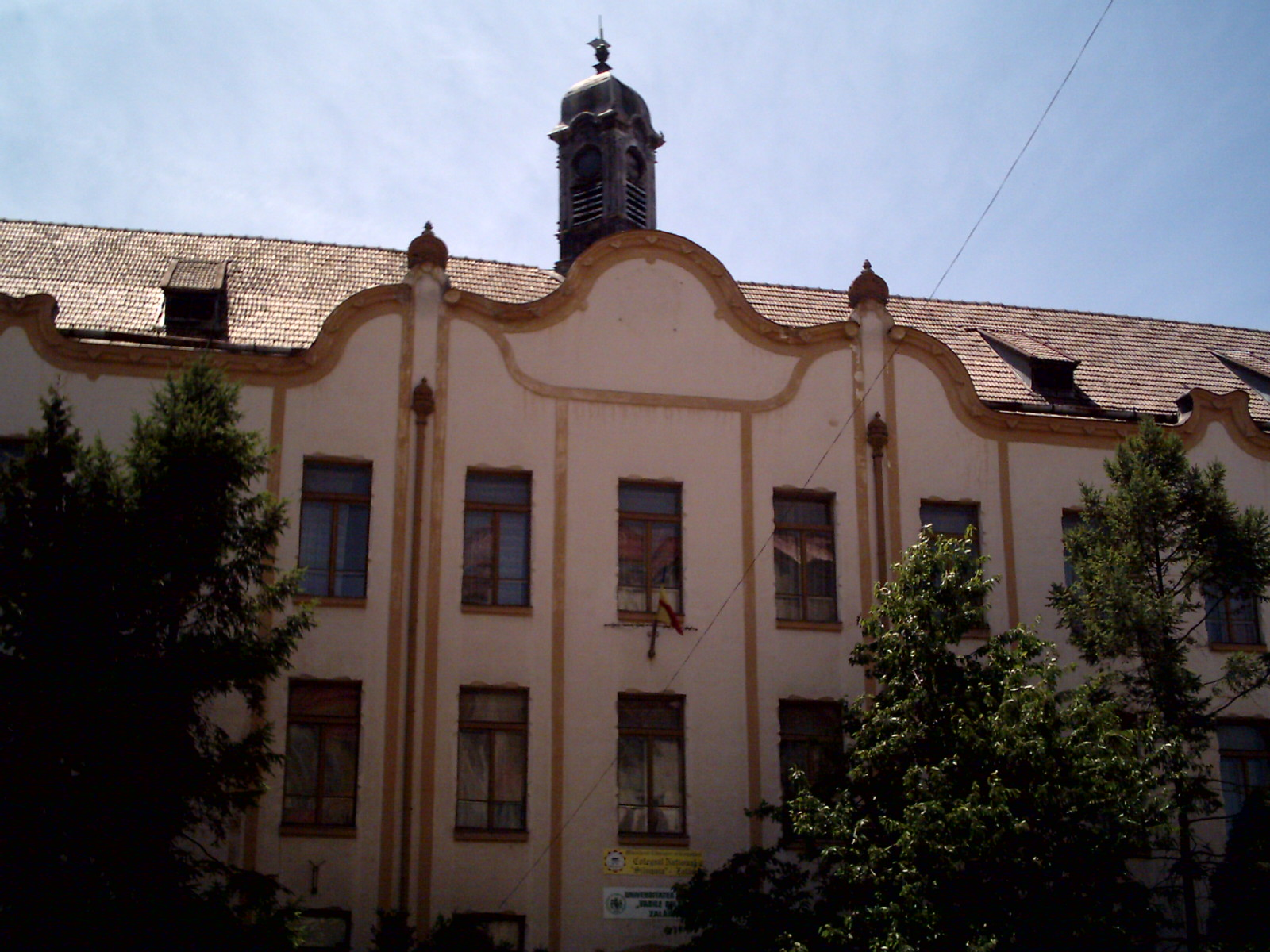
Az egykori Református Kollégium (ma Silvania Főgimnázium) épülete
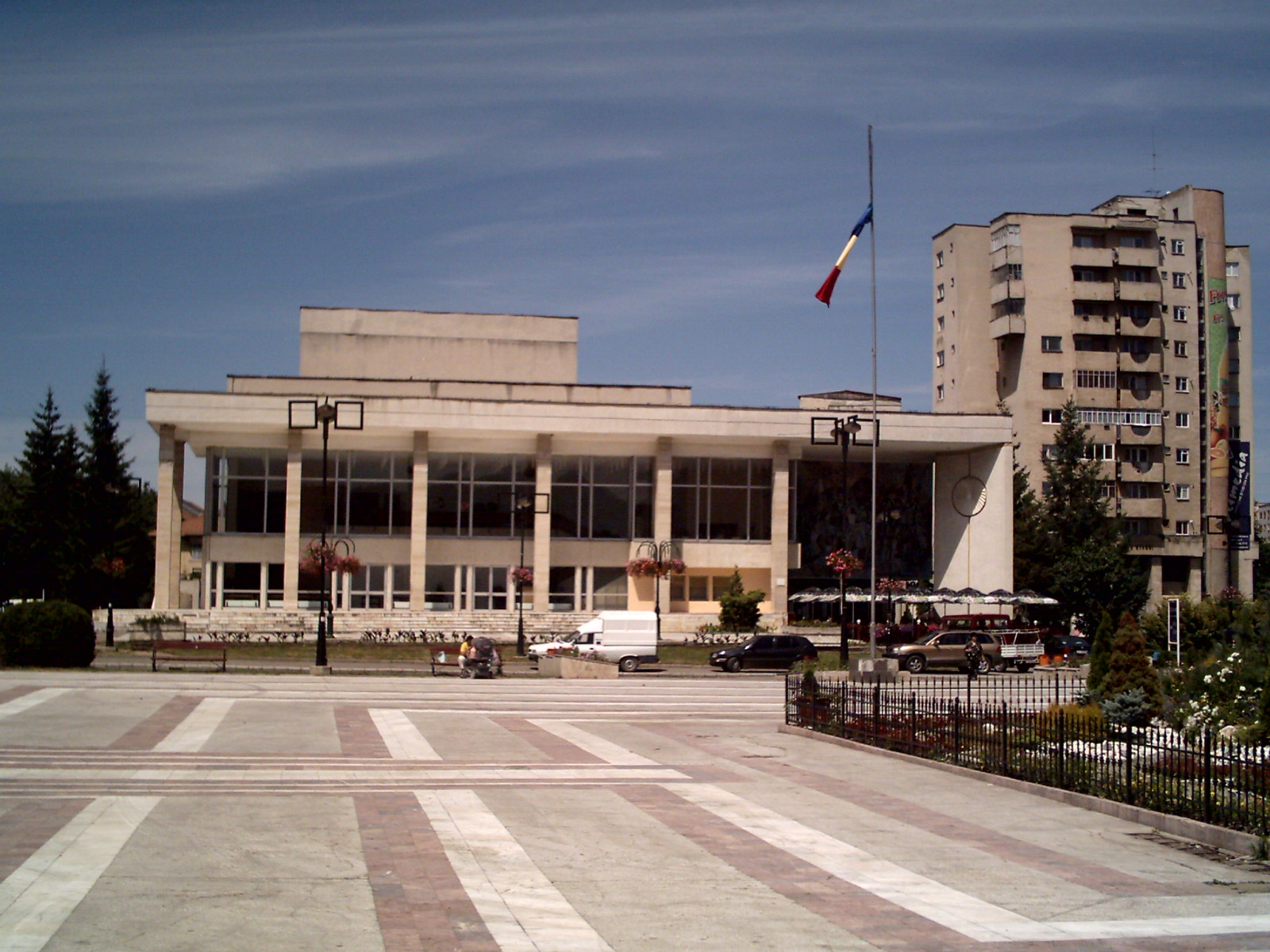
A főtér
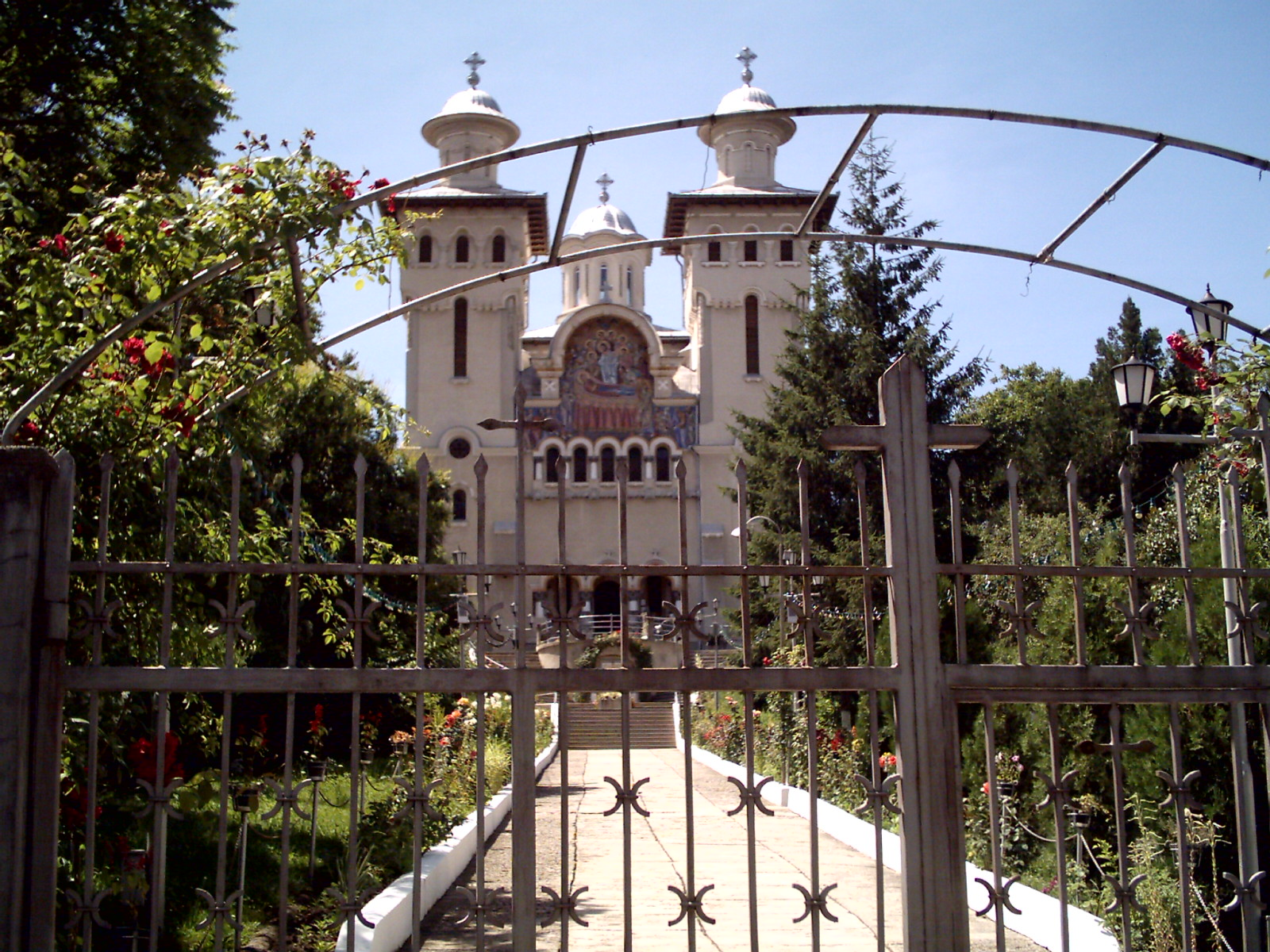
Az ortodox székesegyház
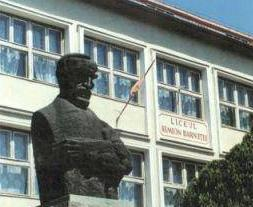
Simion Bărnuțiu mellszobra a róla elnevezett líceum előtt

## Bibliográfia
- János Kovács Kuruc, Zilah vallási életéről, In: Limes, 2000, 3, nr. 1-2, p. 138-143.
- Éva Lakóné Hegyi; Wagner, Ernő. A zilahi kalandosok, In: EM, 2001, 63, nr. 1-2, p. 30-41.
- Petri Mór, Szilágy vármegye monographiája (I-VI, Budapest, 1901-1904).
- Florin Mirghesiu, Modernitatea Zalăului. In: AMPZ, 2001, 2, nr. 4, p. 11-19.
- Moroti, Elisabeta. Scurtă privire istorică asupra dezvoltării economice a orașului Zalău, In: AMPZ, 2001, 2, nr. 4, p. 36-39.
- Municipiul Zalău. Prezentare. In: AMPZ, 2002, 3, nr. 7-8, p. 154-161.
- Elena Muscă, Meșteșugari zălăuani și locul lor în structurile administrației publice locale, In: AMP, 2003, 25, p. 325-332.
- L. Nicoară; Pușcaș, Angelica. Rolul municipiului Zalău în zona de contact dintre depresiunea Transilvaniei și Dealurile de Vest, In: Studia geogr., 1999, 44, nr. 1, p. 99-112.

forrás: https://web.archive.org/web/20190112204236/http://www.zilah.net/ , Zilahi közösségi oldal!